# ヘンリー・インマン
ヘンリー・インマン（Henry Inman、1801年10月20日 - 1846年1月17日）はアメリカ合衆国の画家である。

## 略歴
ニューヨーク州のユーティカに生まれた。両親はユーティカ最初の入植者としてイギリスから渡って来た移民であった。家族は1812年にニューヨーク市に移った。
1814年にニューヨークの肖像画家、ジョン・ウェズリー・ジャービス(John Wesley Jarvis:1780-1839)の弟子となり7年間務めた。同僚にはジョン・キドール(John Quidor:1801-1881)がいた。1921年にはジャーヴィスとルイジアナを旅した。
1822年にニューヨークにスタジオを開き、肖像画家としての地位を確立した。1826年にナショナル・アカデミー・オブ・デザインの創立にかかわり、初代の副校長を1831年まで務めた。1831年にフィラデルフィアに活動の拠点を移し、版画出版者のチャイルズ（Cephas Grier Childs）と働いた。フィラデルフィアのペンシルベニア美術アカデミーでも教え、1834年に校長になった。1844年から1845年の間はイギリスに渡り、肖像画を描いた。
肖像画家として、当時の有力者を描いた他、インディアンの歴史に関する書籍のために有名なインディアンの指導者を描いたキング（Charles Bird King:1785-1862)のインディアンの肖像画などをもとに版画の原画を描く仕事もした。

## 作品

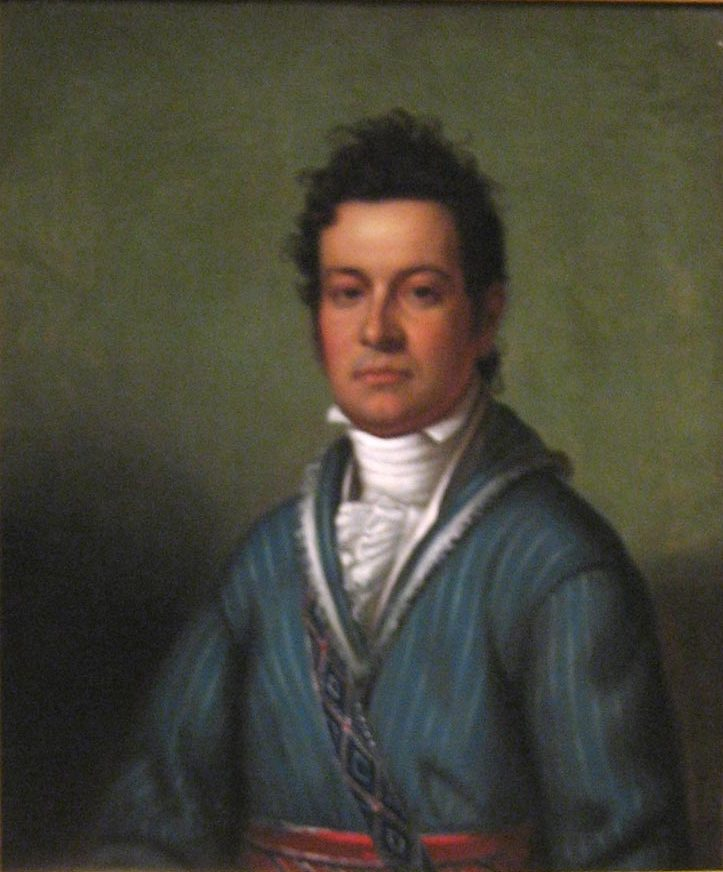
David Vanon (c.1832–33)
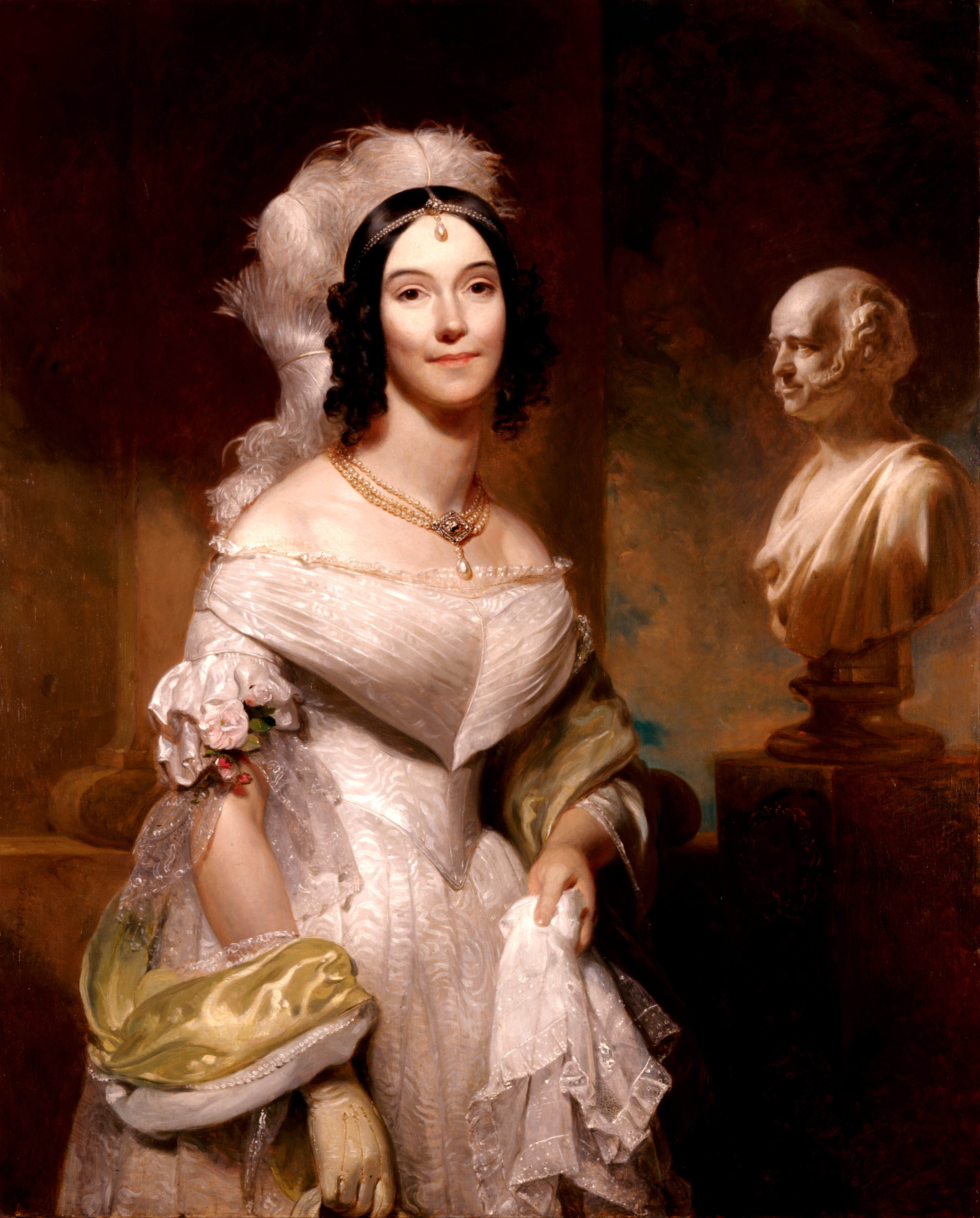
アンジェリカ・ヴァン・ビューレン - ヴァン・ビューレン大統領の娘 (c. 1842)
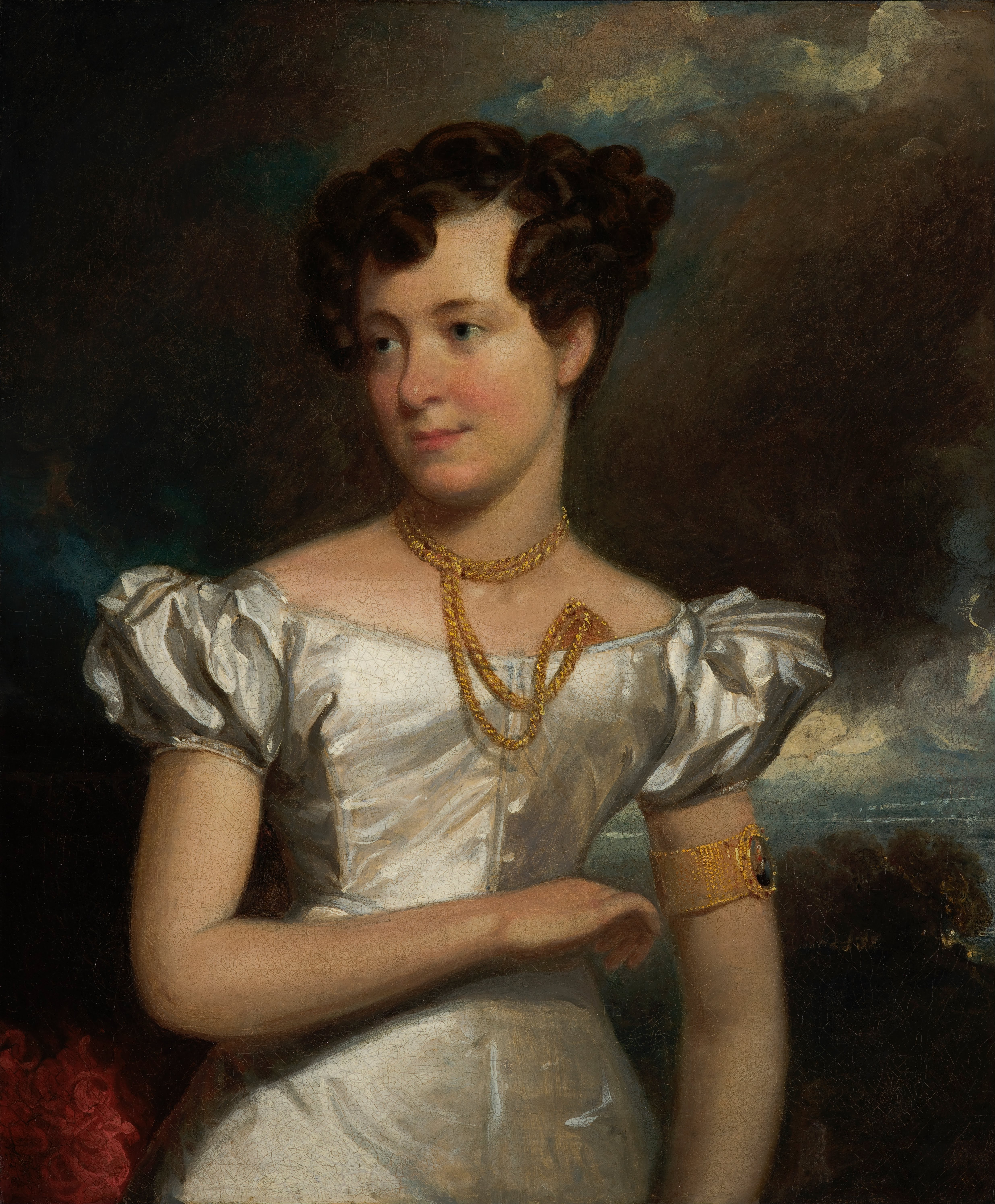
Clara Fisher-舞台女優 (c. 1828)
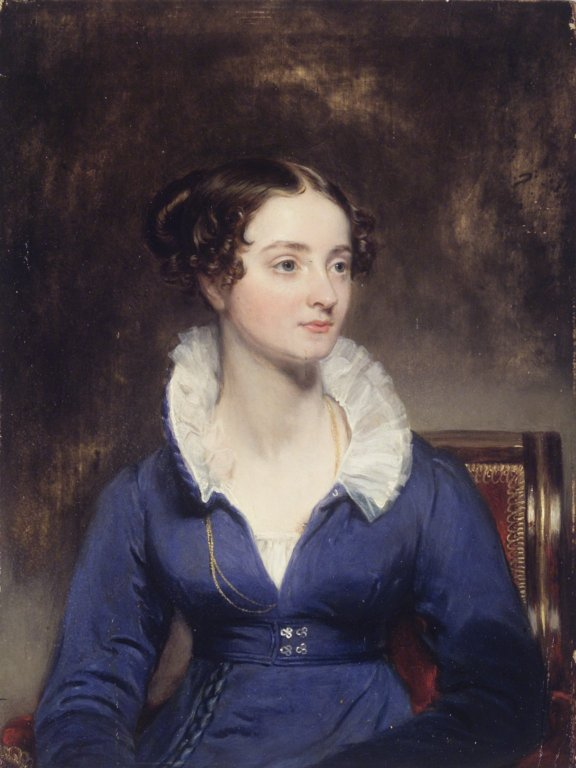
婦人像 (c. 1825)
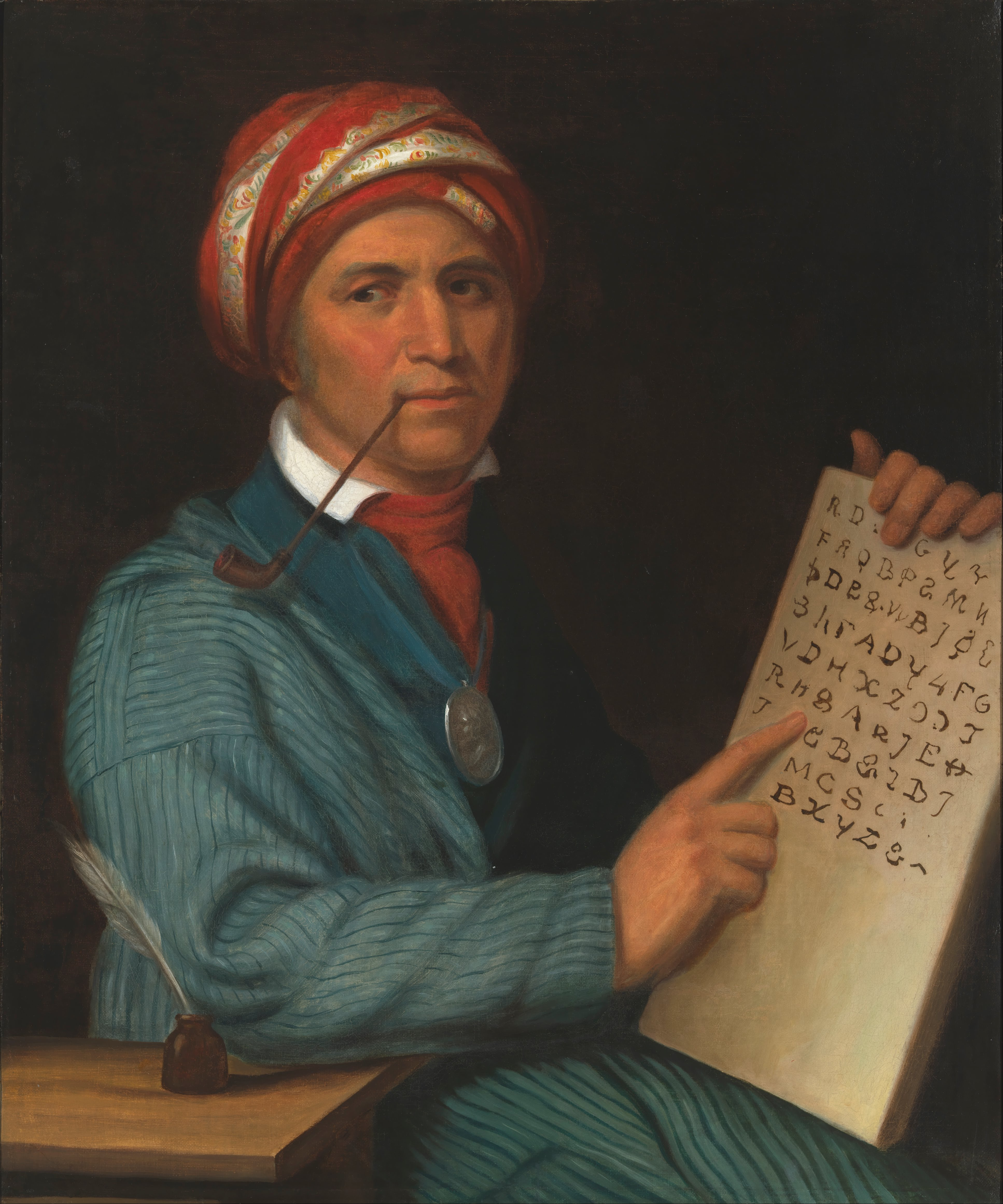
シクウォイア-チェロキー族の学者 (c. 1830),
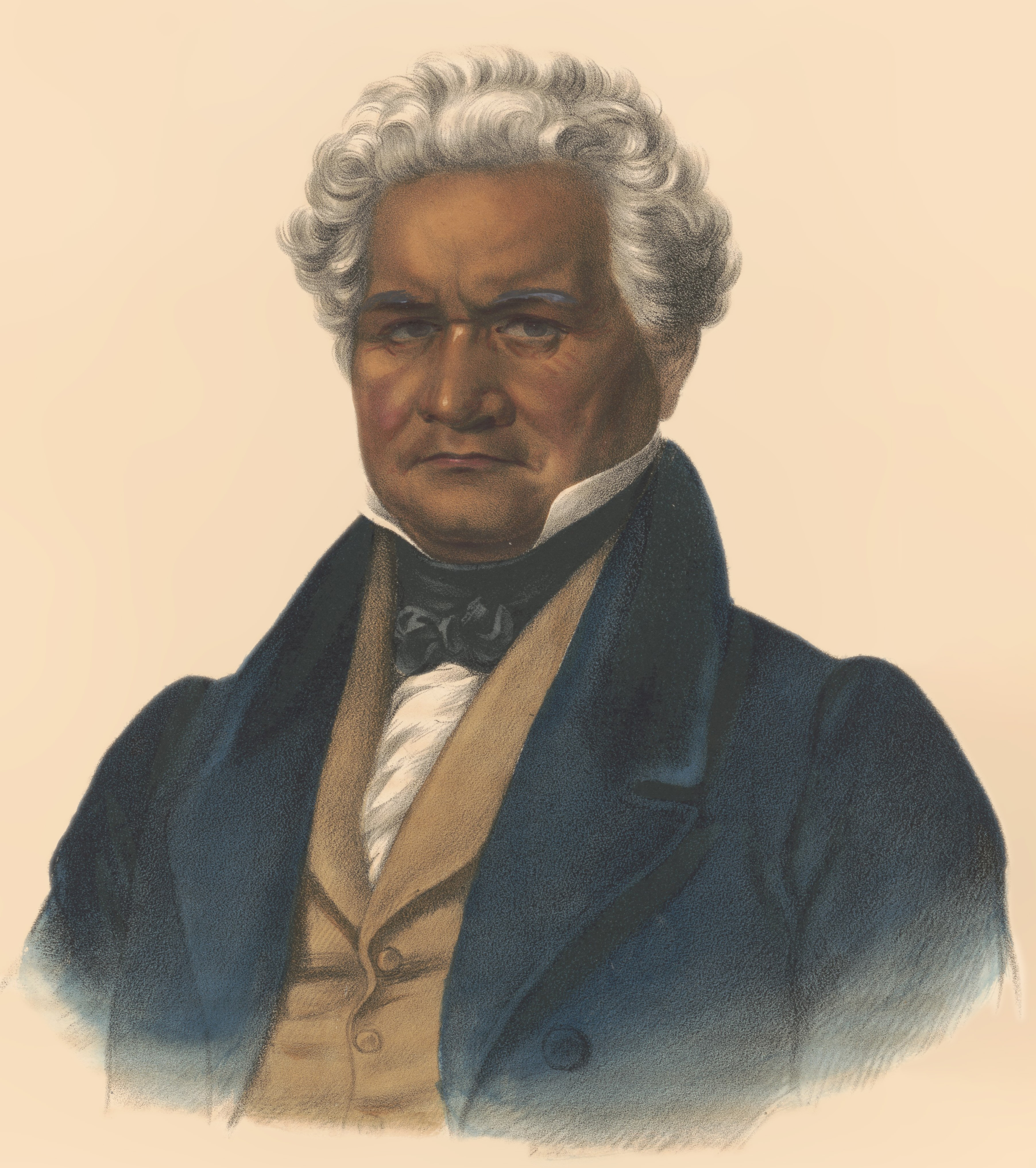
メイジャー・リッジ-インディアンの政治指導者
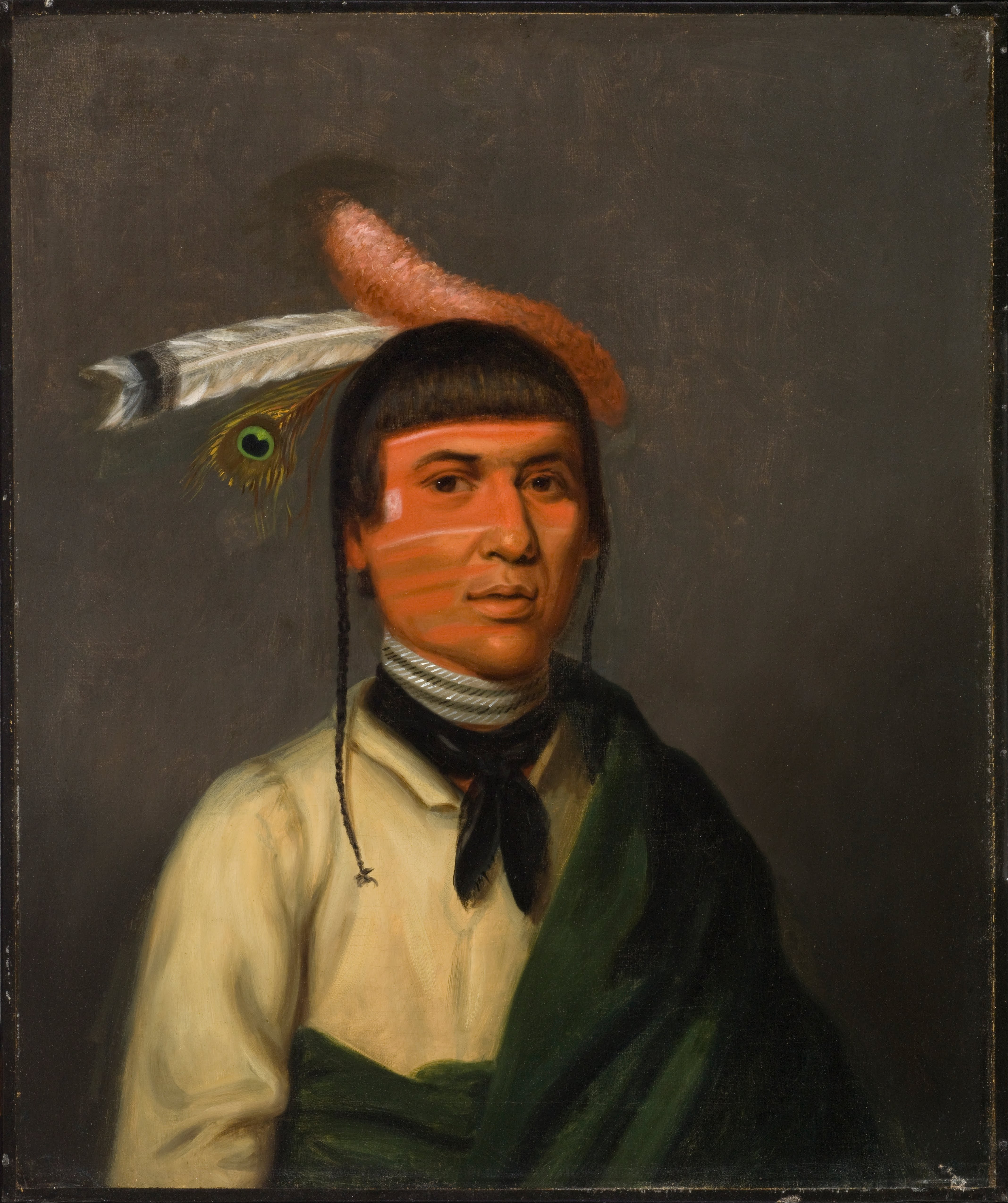
No-Tin (Wind) (c. 1832–33)
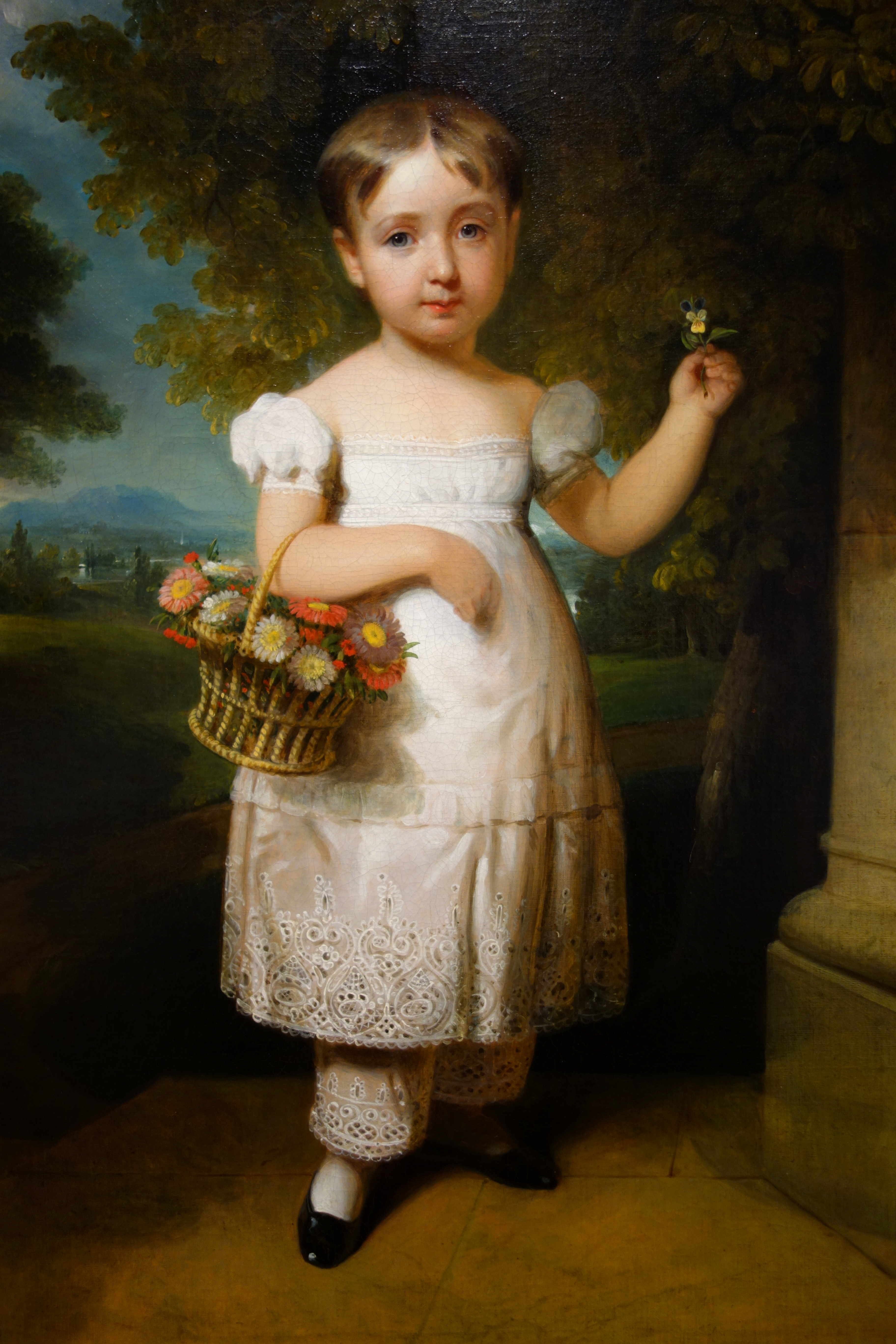
Cornelia Rutgers Livingston (c. 1833)
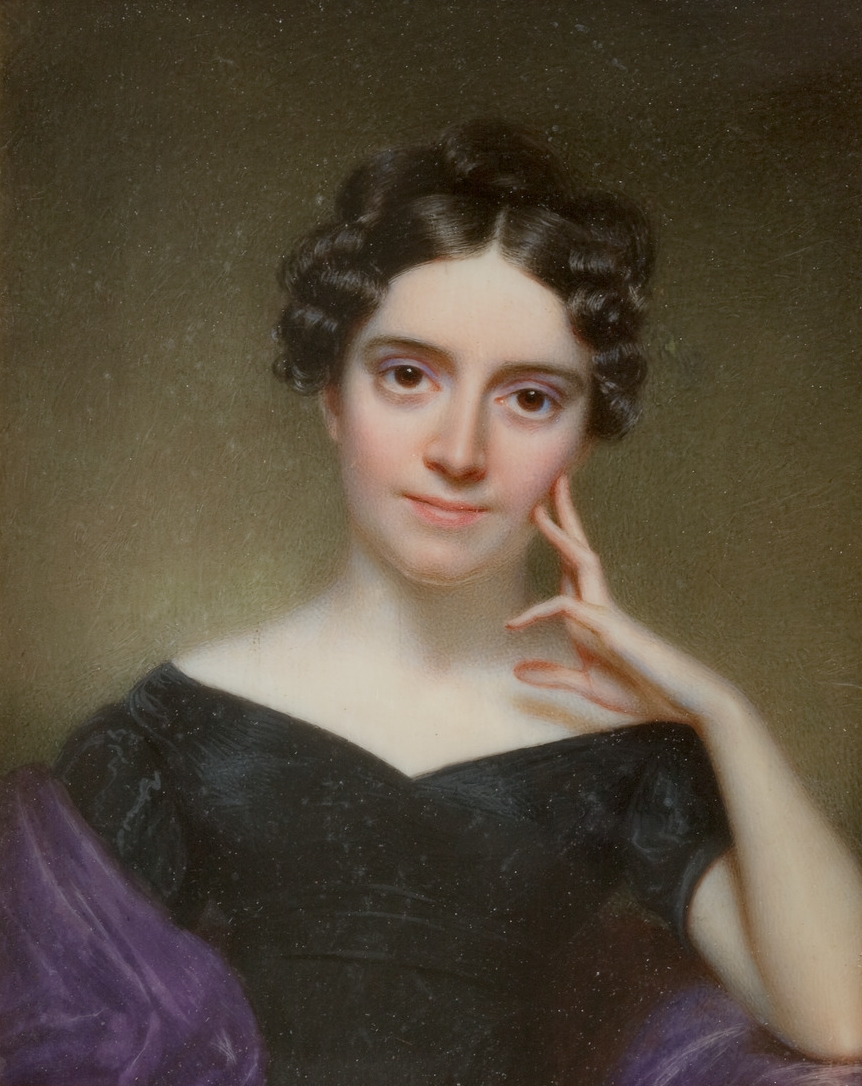
上院議員W.S.ジョンソンの夫人 (c. 1823)
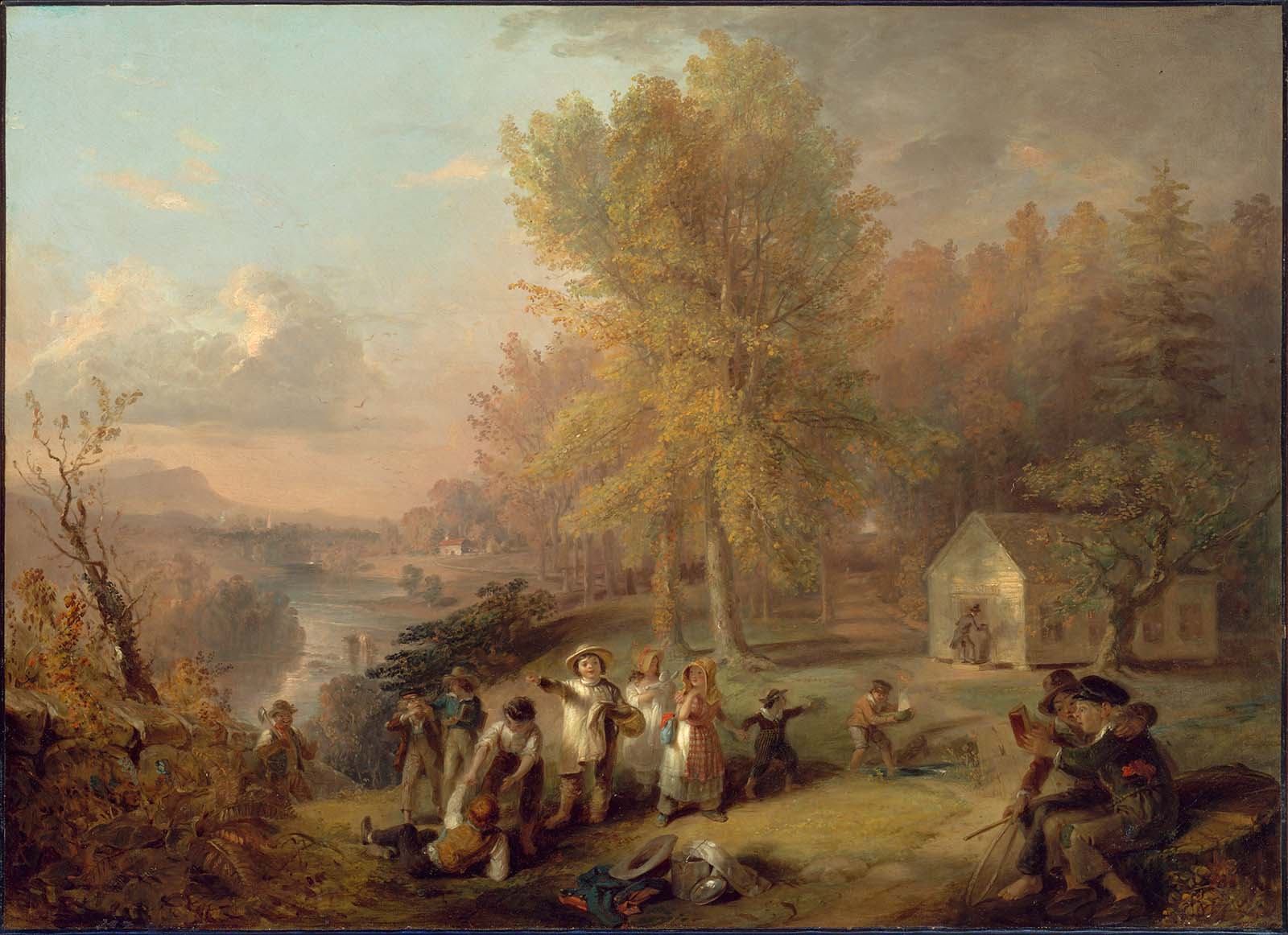
風景画 (1845)